# Conus desidiosus
Conus desidiosus é uma espécie de gastrópode do gênero Conus, pertencente a família Conidae.